# Лейостила вкорочена
Лейостила вкорочена (Leiostyla abbreviata) — вид наземних черевоногих молюсків з родини Lauriidae.

## Поширення
Ендемік Мадейри. Описаний у 1852 році з невідомого місцезнаходження, але з цього часу живі молюски не спостерігалися, лише знаходили субфосильні мушлі. Вважається, що вид вимер.